# Symbolisation primaire
La symbolisation primaire est un concept proposé par Didier Anzieu, repris par René Roussillon. Ce concept désigne les toutes premières formes de symbolisation au cours du développement de l'infans.

## Symbolisations secondaire et primaire
La symbolisation secondaire serait à l'origine du paradigme de la psychothérapie psychanalytique, en ce sens que les premiers patients auraient souffert d'un défaut de symbolisation au niveau du préconscient et non du système inconscient. Les représentations sont alors bien présentes et le travail analytique vise à les intégrer au système conscient. 
Le défaut de symbolisation primaire se caractérise par un manque de représentations au niveau du système inconscient. Le travail demande alors un passage par l'acte seul permettant le développement de telles représentations.

## Perception, corps et répétition
La symbolisation primaire n'est pas encore parlée, mais concerne le corps même. Les gestes corporels peuvent aboutir à la formation de symboles. La symbolisation primaire se situe dans les prémices de la formation du moi.
La symbolisation primaire est un processus interface entre les mémoires corporelles, sensori-perceptives, et l'inconscient dans lequel l'évènement sensoriel est transformé en représentation de chose.

### Sensorielles, transitionnelles et somatiques
Jean José Baranes, dans la ligne proposée par R.Roussillon, considère trois caractéristiques des symbolisations primaires - qu'il écrit au pluriel, s'efforçant de développer une approche de symbolisations plurielles : 
- Elles sont «ancrées dans la sensorialité et dans l'affect», la sensorialité renvoyant à la perception par opposition à la représentation langagière et l'affect énonçant le somatique de la pulsion ;
- Elles se déploient dans l'espace transitionnel ;
- Elles s'«autosymbolisent», contribuant à la formation d'un Moi que Donald Winnicott décrit comme se fondant sur un Moi corporel.

Baranes (réf. ?)se réfère également aux travaux sur le moi-peau par Didier Anzieu : c'est lorsque le passage du moi-peau au moi pensant fut défaillant, carencé, que les premières traces mnésiques devront être explorées, d'où la nécessité d'une théorie de symbolisations plurielles.